# Mitridat I. Partski
Mitridat I. Arsak V. (perzijski: مهرداد ‎Mehrdād [meɦrˈdɔːd]) je bio vladarom Partskog Carstva.  Bio je iz dinastije Arsakida. Vladao je od 171. pr. Kr. do 135. pr. Kr. Naslijedio je Fraata I. na prijestolju. Zvali su ga i Arsak VI. Energetes, i Philhellen ("prijatelj Grka").
O ocu mu se malo zna, pa se pretpostavlja da je bio sin Frijapatija, a mlađi brat Fraata I. (prema Justinu), a moguće i Artaban I.). Moguće je i da imao i četvrtog brat, no četvrtom ime nije poznato. Taj četvrti imao je sinove, odnosno to su bili Frijapatovi sinovci: partski kralj Arsak IX. Gotarz I. Partski.
Iako je njegov brat bio vladao Partijom i imao je više sinova, za prijestolonasljednika izabrao svog brata Mitridata I.
Proširio je partsku državu osvojivši Iran, Mediju i grčko-baktrijsku državu. 141. pr. Kr. pobijedio je Seleukovića Dmitra II. Nikatora Filadelfa, što je za posljedicu imalo pripajanje Mezopotamije partskoj državi, a Dmitar II. Nikator pao je u partsko zarobljeništvo. Poslan je u Hirkaniju gdje je oženio Mitridatovu kćer Rhodogunu.
Mitridata je na prijestolju naslijedio sin Fraat II. Uz sina imao je kći Rodogunu.

## Vanjske poveznice
- Francuski prijevod Justinovih djela
- Engleski prijevod Justinovih djela